# Club Deportivo Victoria
Maillots
Le Club Deportivo Victoria est un club hondurien de football fondé en 1935, qui évolue actuellement dans le Championnat du Honduras de football. Le club, basé dans la ville de La Ceiba, joue au stade Nilmo-Edwards.

## Histoire
Le Club Deportivo Victoria est fondé le 15 novembre 1935 à La Ceiba sous le nom d'Institut Manuel Bonilla, par le Hongrois Francisco Detari Olah. 
Le club remporte son premier titre national en 1947 en battant Motagua 3-2. 47 ans plus tard, en 1994-1995, le club est sacré champion du Honduras en battant le Club Deportivo Olimpia en finale aller-retour. 
Le club connaît également un succès au niveau continental. En 2006, Victoria bat le Deportivo Saprissa de Costa Rica pour terminer à la quatrième place de la Copa Interclubes UNCAF.

## Palmarès
- Championnat du Honduras (1) :
  - Champion : 1995
  - Vice-champion : 2006 (C), 2012 (A)

- Championnat du Honduras amateur (1) :
  - Champion : 1948

- Coupe du Honduras :
  - Finaliste : 1993, 1997